# ArcheoParc Schnals

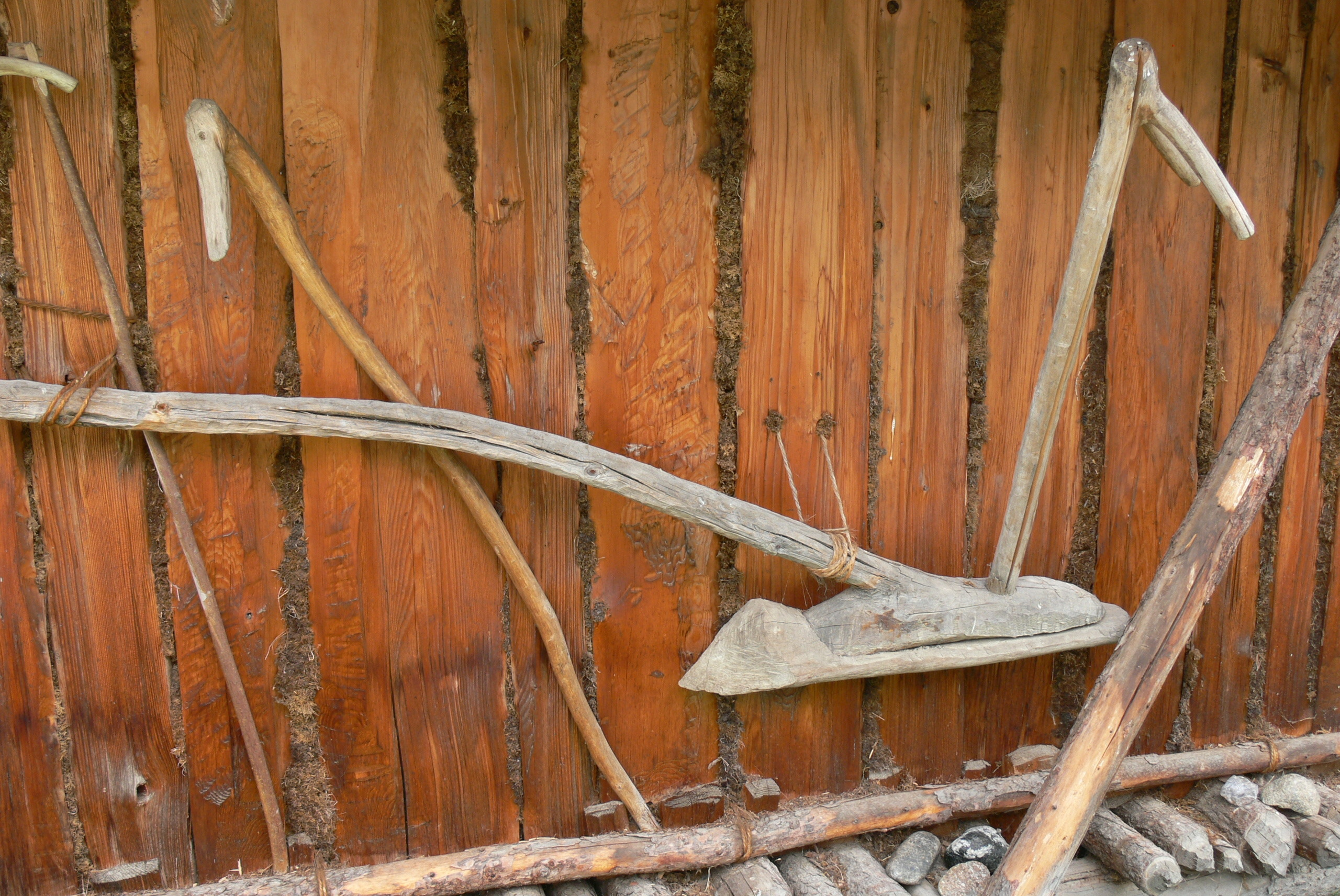
Rekonstruktion eines jungsteinzeitlichen Pfluges

Der ArcheoParc Schnals, Südtirols erstes archäologisches Museum mit Freilichtbereich, zeigt die Lebensweise der im Neolithikum (etwa 3300 v. Chr.) im Schnalstal in den Ötztaler Alpen in Italien ansässigen Menschen. Der Fund des Ötzi beim 3188 m hohen Tisenjoch am Schnalskamm war 1991 eine archäologische Sensation. Das Museum versteht sich als Ergänzung zum Südtiroler Archäologiemuseum in Bozen, wo die Eismumie ausgestellt ist.
Konzept des 2001 eröffneten, in 1500 m Höhe auf einem 4400 m² großen Gelände mit Blick auf die Fundstelle angesiedelten Archäologieparks beim Dorf Unser Frau ist eine möglichst realistische Vermittlung der damaligen Umstände. Das Museumsgebäude ist von jungsteinzeitlichen Holzbauten inspiriert. Am Weg zum Tisenjoch sind die mittel- und jungsteinzeitlichen Spuren im Schnalstal und im Vinschgau mit Rekonstruktionen von Lebensweise, Umwelt und Vegetation dargestellt. Der Übergang zur mehr als 6000 Jahre alten Weidewirtschaft und deren Folgen werden aufgezeigt. Die Vorgeschichte des Schnalstales wird beginnend mit der Mittelsteinzeit (8300–5000 v. Chr.) dargestellt. Höhepunkt der Ausstellung ist eine 3D-Stereomultivisionsschau zum letzten Weg des Mannes aus dem Eis.
Aktivitäten stehen im Mittelpunkt des Parks. Im Bereich Museumspädagogik können Rekonstruktionen der Ötzi-Ausrüstung und steinzeitliche Techniken unter Anleitung ausprobiert werden. Beim Rundgang durch das Museumsgebäude hat der Besucher einen dem Thema entsprechenden Ausblick auf das Freigelände. Hier sind 17 Holzarten, die Ötzi u. a. in Form des Bogens aus Eibe, Pfeilschäften vom Schneeballstrauch, Messergriff aus Lindenholz und Gefäßen aus Birkenrinde bei sich hatte, ebenso wie Urgetreidesorten (Emmer, Einkorn), Bohnen, Linsen und Mohn angepflanzt. Drei nach archäologischen Grabungsbefunden aus Arbon-Bleiche (Pfyner Kultur in der Schweiz und Alleshausen-Grundwiesen (Baden-Württemberg) 2875–2840 v. Chr. – Goldberg-III-Gruppe) rekonstruierte Häuser befinden sich auf dem Freigelände.

## Rundgang
Die Nummerierung des Rundgangs folgt nicht der Wegführung. Die Besucherwerkstatt (9), der Einbaum-Steg (10) und der Bogenschießstand (11) bieten Gelegenheit des praktischen Ausprobierens unter Anleitung.
- 1. Besucherzentrum: Eingangsbereich, Museumsshop, Museum
- 2. und 3. Hausgruppe Alpentäler
- 4. Fernrohr
- 5. Baumlehrpfad
- 6. Holzbau heute
- 7. und 8. Hausgruppe Nördliches Alpenvorland
- 9. Besucherwerkstatt
- 10. Einbaum-Steg
- 11. Bogenschießstand
- 12. und 13. Hausgruppe Poebene
- 14. Große Feuerstelle